# Ranunculus granatensis
Ranunculus granatensis är en ranunkelväxtart som beskrevs av Pierre Edmond Boissier. Ranunculus granatensis ingår i släktet ranunkler, och familjen ranunkelväxter. Inga underarter finns listade i Catalogue of Life.